# Aeroportul Municipal Lebanon
Aeroportul Municipal Lebanon (IATA: LEB, ICAO: KLEB, FAA LID: LEB) este un aeroport din New Hampshire, Statele Unite ale Americii ce deservește zona Lebanon. Aeroportul a fost tranzitat în 2019 de 20.728 de pasageri. A fost numit după zona deservită.
Situat la o altitudine de 184 m, aeroportul dispune de 2 piste.

## Infrastructură

### Piste
Aeroportul dispune de 2 piste. Pista 07/25 are suprafața de asfalt și dimensiunile 5.496 picioare × 100 picioare. Pista 18/36 are suprafața de asfalt și dimensiunile 5.200 picioare × 100 picioare. 